# Halichoeres orientalis
Halichoeres orientalis es una especie de peces de la familia Labridae en el orden de los Perciformes.

## Morfología
Los machos pueden llegar alcanzar los 7,6 cm de longitud total.

## Distribución geográfica
Se encuentra al sur de Japón y Taiwán.